# 马员生
马员生（1906年—1977年）原名马霖，字员生，以字行，河南省辉县（今辉县市）人，中国共产党早期党员。

## 生平
1906年农历九月，马员生出生于辉县。祖上是农村士绅。1921年，考入河南留学欧美预备学校第四届英文科，是1500名考生中获得录取的50名学生之一。1922年，在河南省在留学欧美预备学校的基础上成立中州大学，马员生转入中州大学英文二年级学习，直到1926年12月。在校期间，受五四运动和身边教师影响，并利用父亲任报社总编的便利，大量阅读中国各地书刊，如《新青年》《向导》《中国青年》《政治周报》《创造》《洪水》《语丝》《莽原》《晨报》《时事新报》《三民主义》等等。1922年，和孟丙昌等多名学生创办学生商店，销售革命书刊。1923年，和同学李汉杰、杨放之等人创办中州大学第一张墙报《试刊》，负责撰写论文及短评。《试刊》从1923年办到1926年，是中州大学随后兴起的大量墙报中影响最大、时间最长的。
1924年，马员生组织并参加河南省首个革命青年组织“青年学社”。1925年初，和同学杨放之、秘书长张筱台及其他几个学生共约十多人经中州大学国文教员李静祥、社会学教员宋英仇、教务长李鹤介绍，加入中国国民党。为配合孙中山北上，中国国民党开封市党部发起，河南省各界代表组成了河南国民会议促成会。“青年学社”以青年组织的名义派马员生、韩源波参加，马员生当选为河南国民会议促成会中外文版组副组长（组长为国文教员李静祥），负责公文来往。
1925年5月30日，五卅运动爆发。“青年学社”将国民革命、新文化工作、社会科学知识相结合，宣传新思想和新文化。“青年学社”成立新剧团，马员生任副团长，先后公演了反对军阀战争的《可怜闺里月》、宣传爱国的《山河泪》、反对恶事及政客的《维持风化》等剧目，另有歌舞剧《葡萄仙子》、《月明之夜》等等，演出获得成功，并为拟出版的刊物筹得了资金。此后，“青年学社”出版铅印刊物《雷火》，马员生为《雷火》编辑组成员，负责同印刷所交涉。《雷火》第八期刊登了马员生记录的李大钊在中州大学六号楼发表的演讲词《大英帝国主义者侵略中国史》。《雷火》出版几期后，资金及人力不足，最后出版了一期纪念孙中山逝世的专刊《三月十二日》后停刊。
五卅运动高潮时，河南青年学生先后成立了若干组织，中共河南省委负责人李求实协调各青年学生组织合并为“河南青年协社”，1925年12月末召开成立大会，马员生当选为“河南青年协社”总社委员，并任书记。他还是中州大学学生会干事，负责组织学生游行，抵制日货及英货，组织演讲团赴城乡宣传。1925年7月，马员生被选进开封市学联，后参与筹备河南省学生联合会总会，是河南省学生联合会总会五位常委之一。
1925年8月，郑州豫丰纱厂大罢工和京汉铁路工人遇袭惨案发生，马员生作为河南省学生联合会总会代表到郑州声援罢工并慰问工人，在郑州见到领导罢工的王若飞。1925年9月，经孟丙昌引见，马员生见到中共开封地委书记张景曾，由此加入中国共青团。1925年10月下旬，范易接任中共开封地委书记，宣布根据中共中央指示，学生会工作归中国共产党领导，因此马员生、徐焕生要转为中国共产党党员，马员生由此成为中州大学最早的中国共产党党员之一。1925年冬，鉴于中国国民党内部左派与右派不断分化，中共河南省委决定，在开封市中国国民党组织内部成立中国共产党党团负责小组，由中共开封地委书记范易、中国国民党开封市党部委员冯品毅、中国国民党开封市党部宣传员马员生组成。
1926年12月，马员生、孟丙昌被中共中央选派到莫斯科东方大学学习。马员生起俄文姓“毕托贺夫”，所学专业是社会科学。1928年3月，马员生和朱代杰转入列宁学院学习，马员生入俄文班，朱代杰入英文班。列宁学院是各国共产党干部学习的高级学校，直属共产国际，董必武、刘仁静、阮仲一、彭泽湘、王若飞、黄平、杨善坤、周达民、俞秀松、董庆湘、潘家宸及庄东晓（二人是夫妻）与马员生、朱代杰同在该校学习。
1929年，在莫斯科各学校的中国学员中，已有上百人成为托洛茨基反对派。其中列宁学院的托派成员是马员生、朱代杰，他们通过贾从周（贾重周）、李平领导的“秘书处”与莫斯科中山大学的托派组织联络。1929年11月，莫斯科中山大学的清党工作开始。1930年1月21日，莫斯科中山大学托派领导成员赵言轻向莫斯科中山大学党支部自首，并提交一份《自白书》，列举了莫斯科中山大学中国学员中的托派成员60人（包括已回中国的王凡西、刘胤、赵济、萧长宾等），以及列宁学院的马员生，步兵学校的鲁也、李晓声等人。1930年1月28日，赵言轻供述完毕后，在寝室自缢身亡。不久，莫斯科中山大学托派领导成员李平自首，并提供了一份88人名单。1930年2月8日和2月10日，格别乌开始按照两份名单实施逮捕，第一批逮捕了25人。此后不久，马员生等11人也被逮捕。1930年7月20日，特别委员会对中国留学生作出判决，其中马员生被判处5年劳改。马员生在1930年、1937年、1947年先后三次被逮捕判刑，经历监禁、流放、劳改达25年。他长期在工厂工作，1935年9月曾考入伊万诺夫国立动力学院学习。
1954年8月，马员生任西伯利亚伊尔什机电修配厂技术科科长时，苏联内务部下发命令，撤销马员生的刑事处分，解除流放，完全恢复公民权。1955年，马员生获苏联最高苏维埃指令：“取消案件，彻底平反，恢复名誉”。经马员生努力及中共中央关怀，1955年10月马员生回到中国，并恢复了中国共产党党籍。
回中国后，马员生一直在黑龙江省富拉尔基中国第一重型机械厂工作，起初任工艺处处长，1960年代初调任技术处处长，并被选举为该厂党委委员。文化大革命爆发后，马员生被打成走资派、反动技术权威、“老托洛茨基分子”，很快就被送进“牛棚”隔离审查。1971年九一三事件后，马员生也被从“牛棚”放出，回家继续交代罪行。文化大革命期间，马员生用两三年时间写下回忆录《旅苏纪事》。
1977年，马员生在富拉尔基因交通事故身亡。

## 著作
- 马员生，旅苏纪事，群众出版社，1987年

## 家庭
- 父：马和赓，毕业于河南高等学堂，辛亥革命后为第一届河南省议会议员，并兼《河南日报》编辑。1916年《河南日报》停刊后，马和赓又任《新中州报》总编12年。马和赓有三子。
- 大哥：马云，字固生，河南留学欧美预备学校第二届英文科毕业生，后考入复旦大学。
- 三弟：马雯，字卓生，毕业于中州大学。[1]
- 子：马瑞联（弗拉基米尔），生于1952年，曾任富拉尔基第一重型机器厂检验处检验员[8][9]。